# Augusta (planta)
Augusta es un género con 14 especies de plantas con floreses perteneciente a la familia Rubiaceae. 

## Especies seleccionadas
- Augusta attenuata
- Augusta austrocaledonica
- Augusta benthamiana
- Augusta condensata

## Sinónimos
- Schreibersia Pohl (1825), nom. nud.
- Augustea DC. (1830), orth. var.
- Bonifacia Silva Manso ex Steud. (1840).
- Lindenia Benth. (1841).
- Siphonia Benth. (1841), nom. illeg.[1]